# Euskal Telebista
Euskal Telebista (ETB), en català Televisió Basca, és l'ens televisiu d'Euskal Irrati Telebista (Radiotelevisió Basca), consorci dependent del Parlament Basc. La primera emissió fou el 31 de desembre del 1982 a les 00.00 hores a través d'ETB 1. D'aquesta manera es convertí en el primer canal de televisió a emetre en èuscar. Més tard, el 1986, sorgí el segon canal; anomenat ETB 2. El 2001, arribaren dos canals més: ETB Sat, que es pot rebre a tot Europa a través del satèl·lit Astra, i Canal Vasco, dirigit especialment a Amèrica. Aquests dos últims canals emeten en èuscar i castellà mentre que ETB 1 ho fa íntegrament en èuscar i ETB 2 en castellà.
El senyal analògic d'ETB 1 i ETB 2 cobreix tot el País Basc, Navarra, el País Basc del Nord i les zones limítrofes de La Rioja, Aragó, Castella i Lleó i Cantàbria.
A partir del 2005, també emet els quatre canals en digital a través de la TDT. D'Euskal Telebista han sortit actors i presentadors com Unax Ugalde, Karlos Arguiñano, Carlos Sobera, Emma García, Patricia Gaztañaga, Anne Igartiburu, Jorge Fernández, Oscar Terol, d'entre altres.